# 飯野港運
飯野港運（いいのこううん）は、京都府舞鶴市に本社を置く日本の企業である。1956年（昭和31年）に飯野産業株式会社の港湾運送業務部門を分離独立して設立された。
主に舞鶴港における一般港湾運送事業、港湾荷役事業を手がける他、舞鶴港や新潟港など日本海側主要港とロシア・ナホトカを結ぶ定期航路の運航を行っている。

## 営業拠点
- 本社：京都府舞鶴市松陰18番7号
- 東京支店：東京都港区南青山2丁目12番15号サイトービル5階

## 沿革
- 1956年（昭和31年）：飯野産業より分離独立し設立。
- 1964年（昭和39年）：舞鶴ポートサービスを設立。
- 1969年（昭和44年）：舞鶴曳船を設立。
- 2007年（平成19年）：ロシア・ナホトカ市に専用倉庫建設。
- 2008年（平成20年）：新社屋建設。
- 2010年（平成22年）：舞鶴国際埠頭へ新オペレーションセンター設置（予定）

## 関連会社
- 舞鶴曳船…舞鶴港におけるタグボート運航業
- 舞鶴ポートサービス…舞鶴市内におけるロシア人向け免税店の運営
- 飯野商事…自動車および船舶の燃料販売
- 和田造船…造船業

## 関係会社
- 舞鶴倉庫